# Kaaper
Kaaper ou Ka'aper, également connu sous le nom de Cheikh el-Beled, est un ancien scribe et prêtre égyptien qui a vécu entre la fin de la IVe et le début de la Ve dynastie (vers 2500 avant notre ère). Bien que son rang ne soit pas parmi les plus élevés, il est bien connu en raison de sa célèbre statue en bois.

## Biographie
On sait peu de choses sur la vie de Kaaper. Ses titres étaient prêtre lecteur et scribe militaire du roi, ce dernier étant peut-être lié à certaines campagnes militaires dans le Levant méridional.

## Découverte
Son mastaba, une tombe à toit plat (nommée « Saqqarah C8 ») a été découverte par Auguste Mariette dans la nécropole de Saqqarah, juste au nord de la pyramide à degrés de Djéser. Au cours de la fouille, les fouilleurs égyptiens ont déterré la statue et, apparemment impressionnés par son réalisme exceptionnel, ils l'ont appelée Cheikh el-Beled (arabe pour « Chef du village ») probablement en raison d'une certaine similitude entre la statue et leur aîné local,.

## Description de la statue
La statue – située au Musée égyptien du Caire, CG 34, mesure 112 cm de haut, est sculptée dans du bois de sycomore, et représente le corpulent Kaaper marchant avec un bâton. Le visage rond et paisible de la statue est presque réaliste grâce aux yeux, qui ont été fabriqués à l'aide de cristal de roche et de petites plaques de cuivre ; il est souvent cité comme un exemple du niveau remarquable de savoir-faire et de réalisme atteint à la fin de la IVe. Du même mastaba provient également une statue en bois d'une femme, communément considérée comme l'épouse de Kaaper (CG 33).

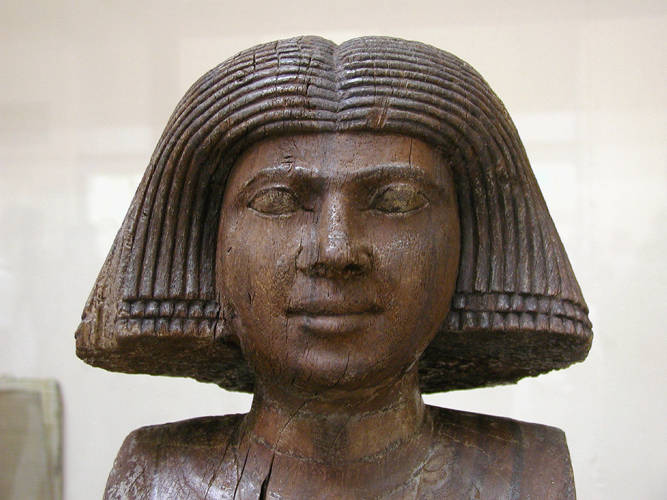
Statue de la femme de Kaaper (CG 33)